# Turnul Combinatului din Baia Mare

Turnul Combinatului în anul 2013

Turnul Combinatului Phoenix din Baia Mare, este cel mai înalt coș de fum din România și a treia construcție industrialǎ din Europa.
Coșul situat în Baia Mare, Maramureș este înalt de 351,5 metri are o deschidere la bază de 20 de metri, iar la vârf un diametru de 9 metri. Turnul a fost ridicat din beton rezistent la noxe, iar în interior este căptușit cu cărămidă refractară. Realizarea acestui proiect a costat 11 milioane de dolari dar s-a dovedit ineficient în combaterea poluării ce amenința zona din jurul municipiului. În 2009, Baia Mare a fost declarat al treilea oraș din România din punct de vedere al poluării după București și Galați, deși turnul nu mai este funcțional.
În prezent, coșul de fum nu are nicio utilitate, dar ar putea fi folosit doar ca obiectiv turistic modern având în vedere dimensiunea lui impresionantă.

## Imagini

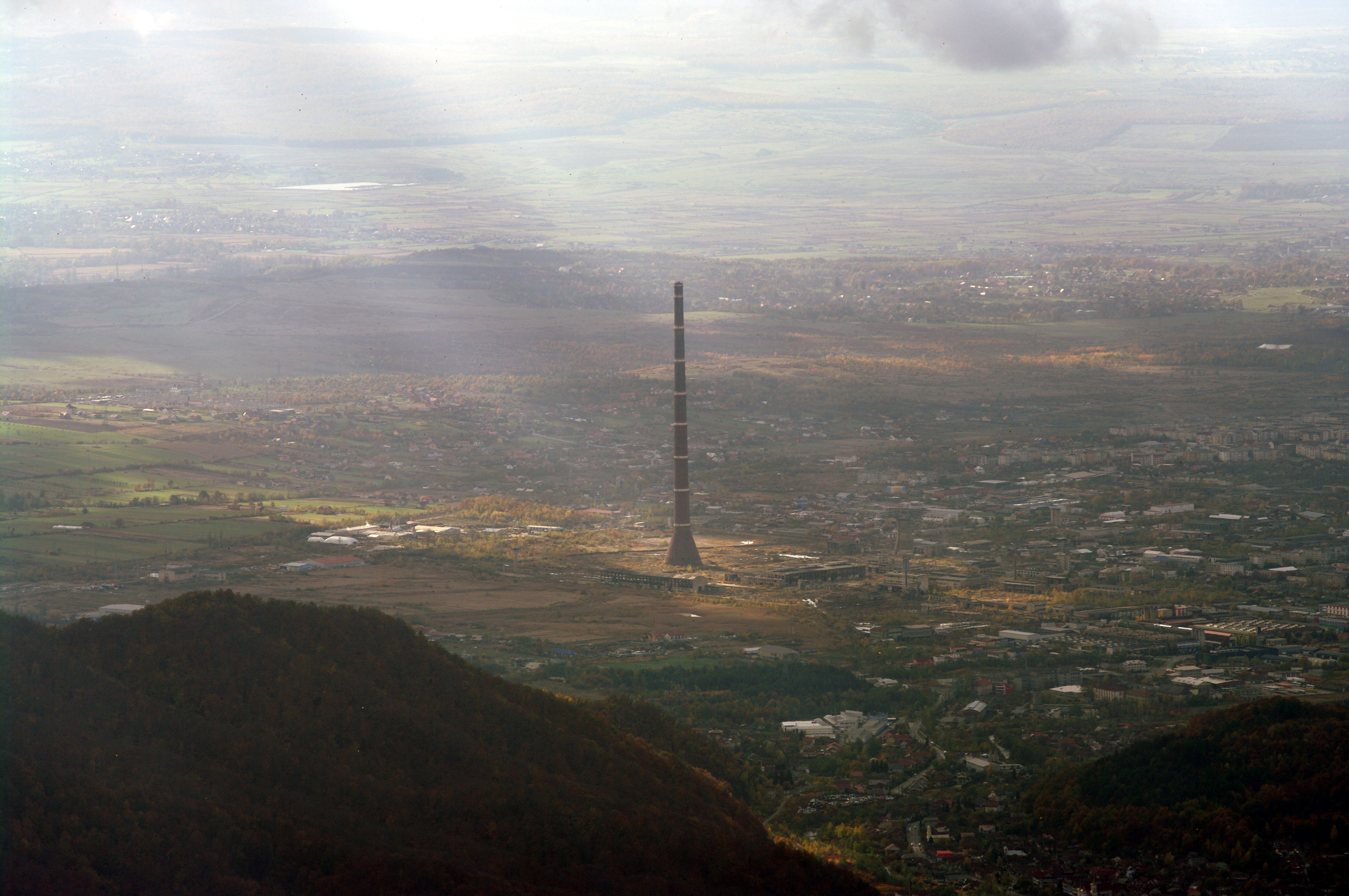
Turnul văzut de pe vârful Igniș